# Камаша (Мадейра)
Камаша (порт. Camacha)  —  район (фрегезия) в Португалии,  входит в округ Мадейра. Расположен на острове Мадейра. Является составной частью муниципалитета  Санта-Круш. Население составляет 7991 человек на 2001 год. Занимает площадь 19,58 км².